# Торгівля з південними варварами

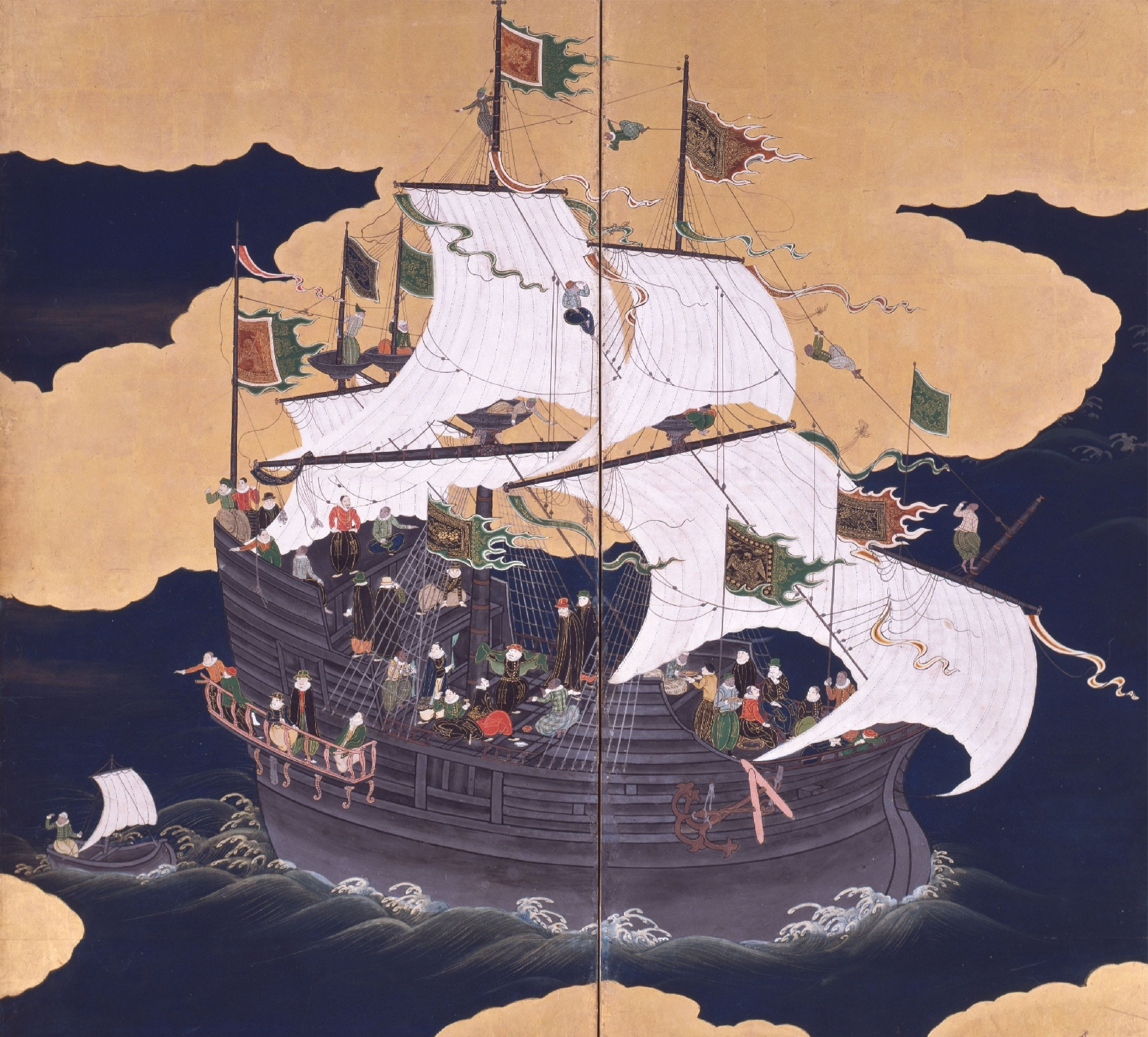
Португальська каррака в Наґасакі (17 століття, школа Кано)

Торгівля з південними варварами (яп. 南蛮貿易, なんばんぼうえき, намбан боекі) — торгівля, що здійснювалася протягом другої половини 16 — початку 17 століття між Японією з одного боку та Португалією та Іспанією з іншого. Назва походить від японського терміну намбан — «південні варвари», яким японці позначали португальців та іспанців, що прибували до Японського архіпелагу з колоній і факторій у Південно-Східній Азії.

## Короткі відомості
Наприкінці XV — середині XVI століття Португалія та Іспанія вступили в Добу великих географічних відкриттів. Обидві країни розпочали гонку за здобуття торговельної монополії в Тихоокеанському регіоні. Португальці заснували свою факторію в західноіндійському місті Гоа, а іспанці — на західному узбережжі Мексики.
Першими європейцями, які дісталися Японії, були португальці. У 1543 їхній човен занесло бурею на острів Танеґасіма провінції Сацума, на півдні Японського архіпелагу. Оскільки європейці прибули з півдня, за ними закріпилася назва «південні варвари». Вони познайомили островитян з вогнепальною зброєю, обмінявши її на срібло та товари.
У 1557 португальці заснували торгову факторію на півдні Китаю, на острові Макао. Вони одразу ж включилися у контрабандну торгівлю місцевих піратів з південноазійськими країнами, яка процвітала в регіоні ще з 15 століття. Початково португальські купці не були зацікавлені у торгівлі з японцями через відсутність в тогочасній Японії попиту на європейські товари, проте завдяки єзуїтам, які прагнули проповідувати в Японії, були налагоджені перші японсько-європейські торговельні контакти. Португальці швидко монополізували посередницьку торгівлю між Японією і Китаєм, тому японські володарі стали протегувати християнству, заохочуючи європейських купців частіше прибувати з китайським крамом до їхніх земель. Так, у 1580 даймьо Омура Сумітада подарував Товариству Ісуса порт Наґасакі, який за декілька років перетворився на центр торгівлі португальців з усією Японією.
Торгівля між Японією і Португалією здійснювалася капітаном-майором, титулованим представником португальської знаті, резиденція якого знаходилася в Гоа. З дозволу Португальської корони він контролював усі заморські володіння португальців і мав право збирати з них прибутки на свою користь. Щорічно кораблі капітана-майора, які належали до великих парусних суден класу карака, водотоннажністю 500-1000 т, відвідували Японію. Їхню подорож спонсорували купці Макао. Португальці щорічно випливали з Гоа, проходили через Малакку, заходили до Макао і, завантаживши оливкову олію, вино, товари Південно-Східної Азії, прянощі, ліки, шовкові нитки та парчу, вирушали до Японії. Вони прибували до Наґасакі в червні-липні і поверталися до Макао пізньої осені. Португальці збували практично всі свої товари, обмінюючи їх лише на срібло. Кожен рік вони вивозили з Японії суму, яка дорівнювала 500—600 т дукатів. Особливо вигідною справою був продаж китайських шовкових ниток, однак прибутки з неї скоротилися на початку 17 століття після введення японським центральним урядом контролю над імпортом та цінами.
У 1571 іспанці захопили Філіппіни, заснували місто Манілу і також вступили у торговельні зносини з Японією. Втім запеклої конкуренції між португальськими й іспанськими купцями не було через належність до католицизму та спільну боротьбу проти протестантських Голландії та Англії. Іспанці завезли до Японії тютюн і помідори.
Після об'єднання Японії і встановлення сьоґунату Токуґава японці почали проводити самостійні зовнішньо-торговельні операції у Китаї і Південно-Східній Азії, не покладаючись на португальців й іспанців. Крім цього, з 1600 кораблі протестантських Нідерландів і Англії почали прибувати до Японії, що поставило під загрозу португальско-іспанську монополію в регіоні. Протестанти розпочали дипломатичну війну проти католицьких місіонерів при сьоґунському дворі, безпідставно звинувачуючи їх у спробах захопити Японію, а з іншого боку стали здійснювати піратські напади на купецькі судна опонентів. Прибутки Португалії й Іспанії від торгівлі з Японією різко скоротилися, а торговці з Макао та Маніли були змушені брати величезні позики у японських купців для підтримання свого бізнесу.
У 1614 японський уряд, підбурюваний буддистськими силами всередині країни та протестантськими радниками ззовні, заборонив проповідування і сповідування християнства в країні. Проте місіонери з Європи продовжували проникати до Японії на кораблях Португалії та Іспанії, що похитнуло довіру сьоґунату Токуґава до цих держав.
У 1624 японці розірвали стосунки із іспанцями, а в 1634 заборонили португальцям торгувати по всій Японії, за винятком Дедзіми в Наґасакі. Протягом 1633-1636 сьоґунат видав ряд ізоляціоністських законів, спрямованих на заборону християнства та тотальний контроль над населенням країни. Під приводом християнського повстання в Сімабарі в 1637 японський уряд припинив торгівлю з Португалією та розірвав із нею дипломатичні стосунки. Через два роки сьоґунат заборонив прибувати португальцям до Японії під страхом смертної кари. Торгівля із західними країнами була припинена за винятком Нідерландів.